# Sedum
Sedum (L., 1753) è un genere di piante succulente appartenente alla famiglia delle Crassulacee, diffuso in tutti i continenti ad eccezione di Oceania ed Antartide.
Descritto per la prima volta da Linneo nel suo Species Plantarum, con sole 15 specie al suo interno, ad oggi ne comprende oltre 480, per la maggior parte concentrate nel bacino del Mediterraneo ed in Messico, il che ne fa il genere più ampio all'interno delle Crassulacee.
Parecchie specie crescono spontanee anche in Italia su muri e nei giardini rocciosi, altre vengono coltivate in vaso, sono considerate piante "rustiche" e "semirustiche" perché sopportano anche le basse temperature e a volte anche il gelo.

## Descrizione

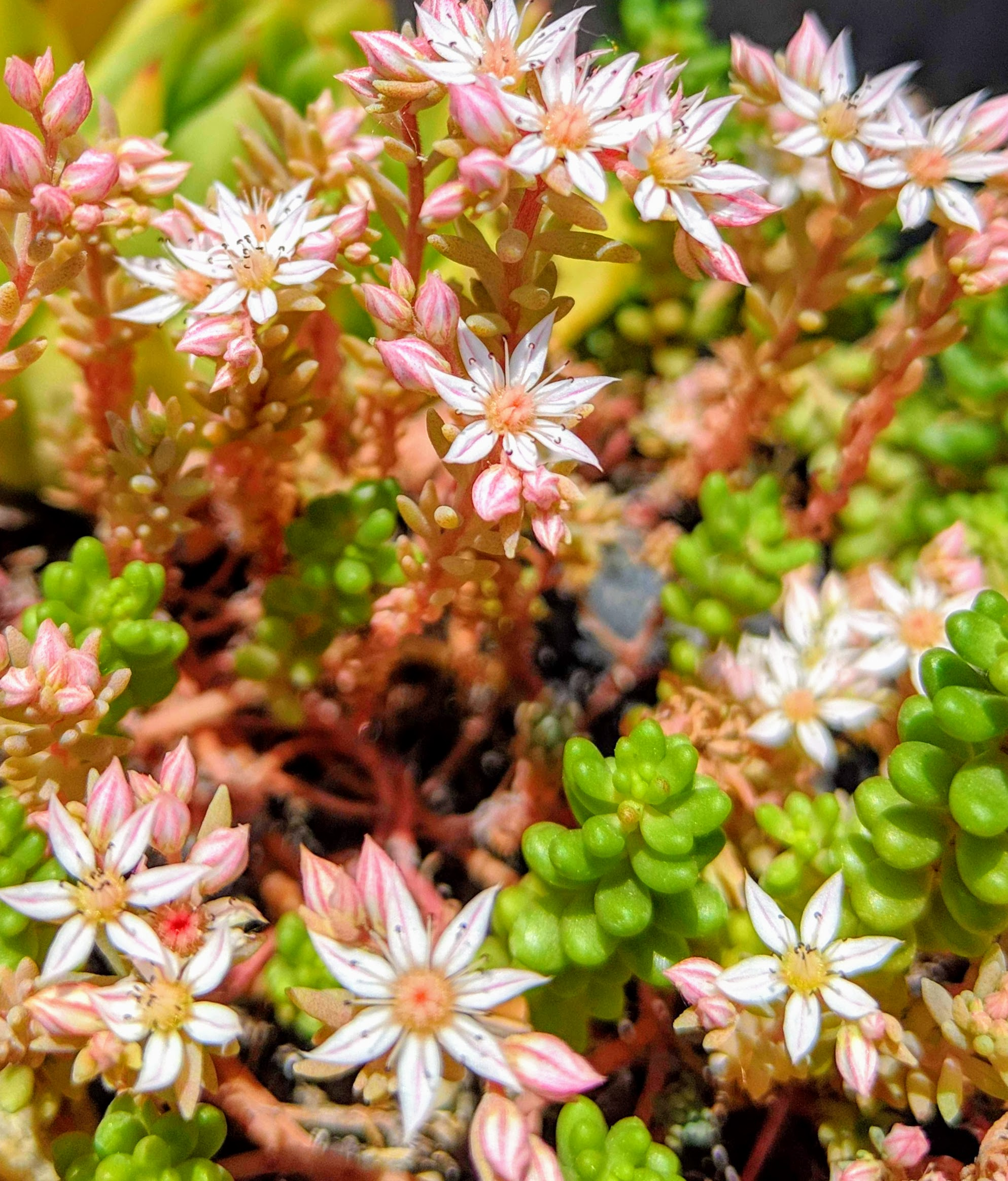
Sedum sp.

Il genere comprende piante succulente con fusto sia eretto che pendente, quasi sempre a cespi, e con foglie che possono essere rotonde, alternate, ovali o verticali.
I fiori possono essere sia solitari che riuniti in infiorescenze a corimbo, a grappolo o a pannocchia, per lo più piccoli e a forma di stella e con i petali liberi.

## Tassonomia

### Alcune specie rustiche coltivate
- Sedum acre o "pepe dei muri" o "erba pignola" – ha fusti pendenti lunghi circa 8 cm e foglie piccole, i fiori sono a forma di spiga con i petali disposti a stella di color giallo intenso, la pianta cresce sui muri di tutta Europa nel Nord Africa e nell'America del nord fino a 2000 m s.l.m.; tra le sue varietà vi sono il S. acre var. aureum, il S. acre var. elegans, il S. acre var. majus
- Sedum brevifolium – cresce nell'Africa del nord e nell'Europa meridionale; pianta carnosa e perenne, alta circa 5 cm, ha foglie ovali o rotonde, bianche con sfumature rosse, i suoi fiori sono bianchi.
- Sedum caeruleum – pianta annuale alta circa 10 cm; cresce nel Bacino del Mediterraneo, ha foglie piccole color verdolino a volte punteggiate di rosso i suoi fiori sono azzurri e a volte rosa-lilla.
- Sedum cauticulum – originaria del Giappone, ha fiori a stella rosa-carminio e foglie rotonde e carnose, la sua altezza arriva fino a 15 cm e ha fusti arcuati.
- Sedum dasyphyllum – piccola pianta che non ama il gelo, cresce nel mediterraneo e forma densi cuscinetti con foglie oblunghe e fiorellini bianchi-rosati, una delle sue varietà è la "glanduliferum" che cresce in Corsica.
- Sedum hispanicus – originaria dei monti di tutta Europa, pianta annuale o biennale, con corti fusti ramificati, foglie piccole verde-grigio, a volte rossastre e con fiori bianco-rosati a forma di ombrello.
- Sedum telephium – originario dell'Asia nord occidentale e dell'Europa, cresce in cespugli e può raggiungere i 50 cm di altezza, foglie ovali con margini dentati o crinati, fiori bianchi a forma di pannocchia, ne esiste una varietà anche a fiori rosa, (haematodes o atropurpureum). Una delle sue sottospecie è il "sedum maximum".
- Sedum oreganum – le sue origini si trovano in Nord America, cresce in cespugli, ha foglie a spatola con punte cuneiformi fa dei fiori gialli che prima di sfiorire diventano rosa.

### Alcune specie semi-rustiche coltivate
- Sedum adolphii – originaria del Messico, ha foglie verde-giallastro con sfumature rossastre, piatte, acuminate e succulente, che terminano con degli internodi a rosetta e salgono a spirale lungo il fusto carnoso, i fiori sono bianchi.
- Sedum bellum – pianta messicana con lo sviluppo a forma di cesto, ha foglie che formano delle piccole rosette carnose che sono ricoperte di pruina biancastra, i suoi fiori sono piccoli e bianchi.
- Sedum craigii – pianta messicana dai rami pendenti e foglie obovate carnose che, a seconda della luce della stagione, variano di colore. I fiori sono bianchi.
- Sedum × rubrotinctum – piccola pianta di origine messicana con foglie carnose cilindriche verde lucente o rosse bronzate i fiori sono gialli a forma di ombrello.
- Sedum treleasei – pianta di origine messicana, ha foglie semi cilindriche ricoperte di una pruina argentea, questa pianta ha la proprietà di radicare in qualsiasi substrato.

## Coltivazione
Le specie rustiche sono coltivate all'aperto in tutta l'Italia, fatta eccezione per le specie alpine che non sono adatte ai climi caldi, mentre quelle semi-rustiche andranno messe al riparo in inverno, anche se sopportano temperature al di sotto dello zero.
Molto adatte per giardini rocciosi, crescono molto bene anche nelle intercapedini dei muri. La terra deve avere un ottimo drenaggio in modo da evitare marciumi: sarà perciò integrata da una parte di sabbia molto grossa e porosa. Le Sedum non vanno innaffiate in inverno, e in estate solo quando la terra risulterà asciutta.
La loro riproduzione avviene per seme, ma più facilmente per talea, infatti ogni parte della pianta è di facile radicazione; richiedono ottima luce e pieno sole e il loro aspetto migliore lo assumeranno in primavera e in autunno. Le Sedum non sono consigliabili in appartamento, dove i fusticini "filano" ossia diventano più sottili e si possono allungare in modo sproporzionato.

## Usi
Alcune specie di Sedum vengono utilizzati nei tetti verdi per via della loro grande resistenza, data dalla loro particolare strategia fotosintetica (CAM) che gli consente di sopravvivere anche con precipitazioni molto ridotte. Le opere a verde pensile realizzate con queste piante caratterizzano per un minimo sforzo manutentivo e per l'assenza di un impianto di irrigazione.